# Johann Jakob Bodmer (Politiker)

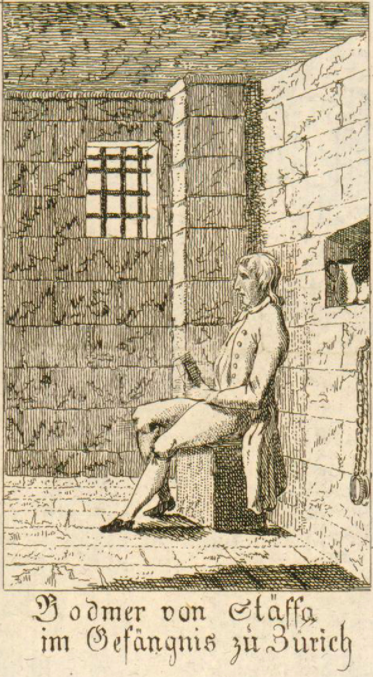
Johann Jakob Bodmer im Gefängnis von Zürich

Johann Jakob Bodmer (* 28. April 1737 in Stäfa; † 18. November 1806 in Gossau) war ein Schweizer Textilfabrikant, Landwirt, Vorkämpfer für die Gleichberechtigung der Zürcher Landschaft, Staatsmann und Politiker.

## Leben
Johann Jakob Bodmer wuchs als Sohn des wohlhabenden Landwirts Rudolf Bodmer in Stäfa auf. Als Textilfabrikant, Landwirt und Seckelmeister von Stäfa gehörte er zur lokalen Führungsschicht.
Bodmer war einer der Anführer der Stäfner Aufstandsbewegung von 1795 gegen die städtische Vorherrschaft in Politik und Wirtschaft (Stäfnerhandel). Das Gerücht ging in Umlauf, dass die Stäfner zur Waffe greifen würden. Die Stadtzürcher wiederum liessen sich dies nicht gefallen und erliessen am 4. Juli 1795 ein Truppenaufgebot von 4000 Mann. Ab dem folgenden Tag besetzten die städtischen Truppen Stäfa und die anderen aufmüpfigen Gemeinden am oberen rechten Zürichseeufer zwei Monate lang. Eine Verhaftungswelle rollte gegen die politischen Anführer der Seegemeinden los, die Verhöre geschahen unter Folter.
Die sechs Hauptangeklagten, allen voran der Stäfner Seckelmeister Bodmer, wurden zum Tode verurteilt. Dank dem Einfluss gemässigter Städter wie Pfarrer Johann Caspar Lavater und Johann Heinrich Pestalozzi unterblieben die Hinrichtungen und wurden in eine lebenslange Haft umgewandelt. Die Todesstrafe wurde bei Bodmer symbolisch durch Heben und Senken des Richtschwerts über seinem Nacken vollzogen.
Mit dem Franzoseneinfall von Napoleon Bonaparte wurde Bodmer 1798 rehabilitiert und eröffnete am 12. April 1798 als erster Präsident und Zürcher Abgesandter den helvetischen Senat, dem er bis 1800 angehörte.

## Nachlass
Der Nachlass von Johann Jakob Bodmer befindet sich im Staatsarchiv des Kantons Zürich.